# Daegu-myeon
Daegu-myeon (koreanska: 대구면) är en socken i den södra delen av Sydkorea, 340 km söder om huvudstaden Seoul. Den ligger i kommunen Gangjin-gun i provinsen Södra Jeolla.